# Deng Yawen
Deng Yawen (邓雅文S, Dèng YǎwénP; Luzhou, 17 ottobre 2005) è una ciclista di BMX cinese, specializzata nella BMX freestyle.

## Carriera
Yawen comincia a dedicarsi alla BMX nel 2017, all'età di 12 anni.
Nel 2022 arriva seconda ai campionati nazionali e l'anno seguente debutta a livello internazionale vincendo l'oro ai campionati asiatici e classificandosi sesta ai mondiali di Glasgow. In ottobre vince la tappa di coppa del mondo di Bazhong, precedendo la campionessa mondiale Hannah Roberts
Nel 2024 viene scelta per partecipare alle qualificazioni dei Giochi olimpici di Parigi 2024, che supera chiudendo al terzo posto la manche Shanghai ed al quarto quella di Budapest, per il quarto posto complessivo.
A Parigi, dove è la più giovane in gara, vince la medaglia d'oro con un punteggio di 92.60, precedendo l'americana Perris Benegas e l'australiana Natalya Diehm.

## Palmarès

### Giochi olimpici
| Evento      | Freestyle Park |
| ----------- | -------------- |
| Parigi 2024 | Oro            |

### Campionati del mondo di BMX
| Evento       | Freestyle Park |
| ------------ | -------------- |
| Glasgow 2023 | 6ª             |